# Окситоцин

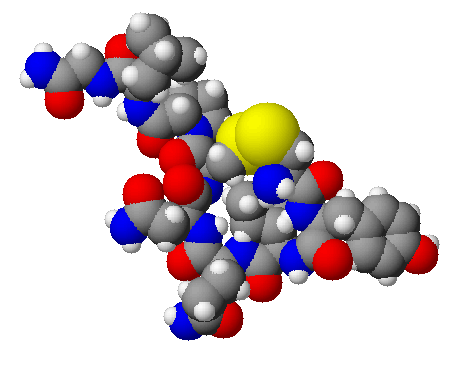
3D модель молекулы окситоцина

Окситоцин — нейропептид и пептидный гормон паравентрикулярного и супраоптического ядер гипоталамуса, который транспортируется в заднюю долю гипофиза, где накапливается (депонируется) и выделяется в кровь. Имеет олигопептидное строение.

## История открытия
В 1906 году английский физиолог Генри Дейл обнаружил, что экстракт из гипофиза стимулирует сокращение гладкой мускулатуры матки.
За это свойство окситоцин в дальнейшем и получит своё название: слово окситоцин происходит от греческих слов ὀξύς («быстрый») и τόκος («роды»).
В 1910-м Отт и Скотт, и в 1911 годах Шефер и Маккензи обнаружили стимулирующее действие экстракта из задней доли гипофиза на секрецию молока.
В 1928 году окситоцин и вазопрессин были выделены из тканей задней доли гипофиза.
В 1953 году американский биохимик Винсент дю Виньо определил аминокислотную последовательность окситоцина и вскоре после этого осуществил его синтез, за что получил Нобелевскую премию по химии.
Окситоцин стал первым синтезированным полипептидным гормоном.

## Структура

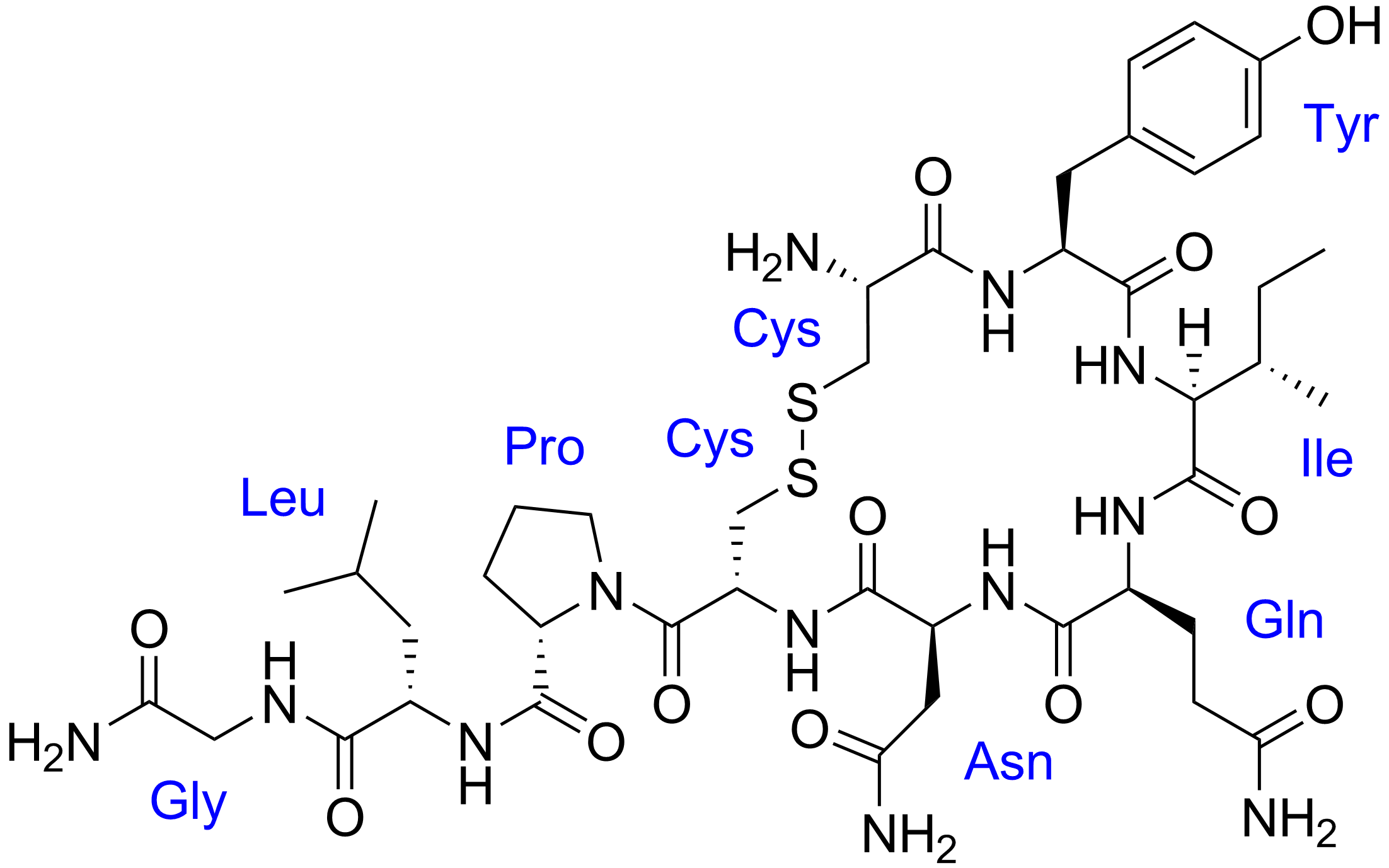
Молекулярная структура окситоцина с подписанными аминокислотами.

Окситоцин состоит из 9 аминокислот, соединённых пептидной связью: Cys-Tyr-Ile-Gln-Asn-Cys-Pro-Leu-Gly. Между остатками Cys1 и Cys6 имеется дисульфидная связь. 
Молекулярная масса окситоцина — 1007 Да. Одна МЕ окситоцина эквивалентна 1,68 мкг чистого пептида.
Структура окситоцина очень похожа на структуру вазопрессина, который тоже является нонапептидным гормоном с дисульфидным мостиком. Их аминокислотные последовательности отличаются только в двух положениях. Гены окситоцина и вазопрессина обычно расположены на одном локусе хромосомы, но транскрибируются в противоположных направлениях. Расстояние между генами варьируется от 3 до 12 пар нуклеотидов.

## Биологическая роль

### Стимуляция лактации
В лактирующей груди окситоцин вызывает сокращение миоэпителиальных клеток, окружающих ареолы и протоки молочной железы. Благодаря этому молоко, выработанное под воздействием гормона пролактина, выделяется из груди. При грудном кормлении окситоцин поступает в молочную железу, помогая молоку проходить в субареолярные протоки, откуда молоко выделяется из сосков.

### Влияние на половые функции

#### Стимуляция сокращения матки
Окситоцин оказывает стимулирующее действие на гладкую мускулатуру матки, повышает сократительную активность и, в меньшей степени, тонус миометрия. В малых концентрациях окситоцин увеличивает частоту и амплитуду сокращений матки, в больших концентрациях способствует повышению тонуса матки, учащению и усилению её сокращений (вплоть до тетанических сокращений или развития тонической контрактуры матки). Окситоцин содействует сокращению шейки матки перед родами и в течение второго и третьего периода схваток. Может стать причиной развития гипоксии плода, уменьшения первой стадии родов, незапланированной эпидуральной анестезии. Выделение окситоцина во время грудного вскармливания производит умеренные, но часто болезненные сокращения во время первых недель лактации. Это служит для свёртывания крови в креплении плаценты в матке. Хотя у лабораторных мышей, лишённых рецепторов окситоцина, репродуктивное поведение и роды нормальные. Окситоцин применяют после гинекологических операций для остановки маточного кровотечения.

#### Влияние на сексуальное поведение
Влияние окситоцина на сексуальное поведение человека не выяснено. По крайней мере два исследования обнаружили увеличение в лимфе окситоцина при оргазме, как у мужчины, так и у женщины. Уровень окситоцина в лимфе заметно возрастает при оргазме во время аутостимуляции и становится выше обычного через пять минут после самовозбуждения.
Авторы одного из исследований предположили, что влияние окситоцина на эластичность мышц может способствовать переносу спермы к яйцеклетке. Измерения уровня окситоцина в сыворотке крови у женщин до и после сексуального возбуждения подтвердили, что окситоцин играет важную роль в сексуальном возбуждении. Это же исследование подтвердило, что возбуждение половых путей привело к мгновенному увеличению окситоцина после оргазма.
Значительное количество исследований было посвящено исследованию сексуального возбуждения у мужчин и женщин. Многие ученые считают, что женщины испытывают более глубокие оргазмы, чем мужчины, так как имеют более сложную репродуктивную, эндокринную систему с чётко определёнными циклами, такими, как менструация, лактация, менопауза и беременность. Эти циклы позволяют оценить изменения гормонов, связанных с сексуальным возбуждением. Однако известные сексологи получили данные об отсутствии разницы в продолжительности и свойствах оргазма у мужчин и у женщин. Таким образом, возможно, непропорционально большее количество исследований, посвящённых сексуальному возбуждению у женщин, предполагает ложный, присущий обществу взгляд на женский оргазм как на нечто таинственное и исключительное по отношению к мужскому оргазму.

### Влияние на уровень доверия
Окситоцин вызывает чувство удовлетворения, снижения тревоги и чувство спокойствия рядом с партнёром. Исследования доказали связь окситоцина в человеческих отношениях, повышении доверия и уменьшения страха. Это позволило предположить, что окситоцин может влиять на области мозга, ответственные за поведение, страх и тревогу.

### Влияние на мочевыделение
Из-за сходства с вазопрессином окситоцин может незначительно уменьшать выделение мочи. У некоторых видов животных окситоцин может стимулировать выделение натрия почками (натрийурез), а у людей высокие дозы окситоцина могут привести к гипонатриемии.

### Влияние на сердце
Окситоцин и рецепторы окситоцина были также  обнаружены в сердце у некоторых грызунов, где гормон может играть роль в эмбриональном развитии сердца путём содействия дифференцировки кардиомиоцитов. Однако недостаток либо окситоцина, либо его рецепторов у лабораторных мышей не приводил к сердечной недостаточности

### Влияние на выделение гормонов гипоталамуса, гипофиза и надпочечников
Окситоцин при определённых обстоятельствах косвенно препятствует выделению адренокортикотропного гормона и кортизола, и в некоторых ситуациях может рассматриваться и антагонистом вазопрессина.

### Влияние на старые мышцы
Системное введение окситоцина быстро улучшает регенерацию мышц путём повышения пролиферации стволовых клеток в результате активации сигнального пути МАРК / ERK в старых мышцах. Учитывая то, что окситоцин является препаратом, одобренным FDA, его введение пациентам может стать потенциально новым и безопасным способом борьбы со старением мышц.

## Попытки лечить аутизм
Ранее было высказано предположение о том, что окситоцин потенциально может быть средством для лечения аутизма. В 2010-е, исходя из небольших исследований и отрывочных данных по окситоцину, в США все больше и больше врачей назначали окситоцин вне стандартных протоколов его применения (англ. off-label), а родители детей с расстройствами аутистического спектра активно покупали в интернете БАД, содержащие окситоцин.
Однако при строгой экспериментальной проверке выяснилось, что окситоцин не оказывает влияния на аутичных детей, а наблюдавшееся улучшение состояния детей в эксперименте было результатом лучшего взаимодействия родителей со  своими детьми при проведении, как они думали, лечения окситоцином (в исследовании и в группе с плацебо, и в группе с окситоцином результаты были одинаковые).

## Психотропное действие
Обнаружено воздействие окситоцина на психоэмоциональную сферу человека.

### Гормон доверия
Окситоцин вызывает более благожелательное расположение к другим людям, позволяет верить словам конкретного человека, однако только в определённых случаях: это относится только к внутригрупповым отношениям — отношение человека к людям из других групп не изменяется ни в лучшую, ни в худшую сторону (так называемый «парохиальный альтруизм»). Гормон участвует сразу же после родов в формировании отношения мать — ребёнок. От концентрации окситоцина зависит проявление аутизма и синдрома Уильямса.

### Влияние на мужчин
Другие исследования, проведённые на мужчинах, показывают, что у мужчин под действием окситоцина улучшается способность понимать настроение других людей по выражению лица, они начинают чаще смотреть собеседнику в глаза, а также становятся более доверчивыми, иногда даже чрезмерно (например, доверие не снижается даже после обмана). В обычной ситуации, если человеку сообщить неприятное известие, когда он смотрит на чье-то лицо, то это лицо впоследствии будет ему казаться менее привлекательным. Однако этого не происходит у мужчин, которым закапали в нос окситоцин.
Исследования также показали, что влияние окситоцина на мужскую психику состоит в избирательном повышении чувствительности (восприимчивости) к социально значимым сигналам, имеющим «положительную» окраску. Окситоцин делает мужчин более восприимчивыми к сигналам и стимулам, несущим информацию, важную для установления хороших отношений (например, дружеских и сексуальных) с другими людьми. Отдельные исследования, проведённые на мужчинах, показали, что введение окситоцина снижает у мужчин эгоизм и повышает парохиальный альтруизм, то есть усиливает «внутригрупповую любовь» и доверие к «своим», но при этом не повышает «межгрупповую ненависть» и недоверие к «чужакам».
Исследования на крысах показали, что под действием окситоцина самцы после спаривания становятся спокойнее и смелее. У самок млекопитающих окситоцин регулирует привязанность к своим детёнышам.

### Влияние на алкогольную восприимчивость
В исследованиях группы австралийских учёных, проведённых на крысах, было выяснено, что инъекции этого гормона в больших дозах делают животных невосприимчивыми к спиртному. Это может, как отмечают специалисты, помочь в лечении алкогольной зависимости человека.